# Skateboardtruck
Een skateboardtruck  is een onderdeel van een skateboard. 
Een skateboard bevat twee trucks. 
Een skateboardtruck bestaat uit een as, een baseplate en de kingpin en rubbers. 
- de as - deze zorgt ervoor dat er een verbinding is tussen de wielen en het board. Hiermee kan men ook grinden. In de 80's en 90's kwamen ook de zogenaamde 'grinders' voor: plastic verdikkingen van de assen als bescherming tegen het grinden. Tegenwoordig geven skateboarders er de voorkeur aan dat hun trucks zichtbaar verslijten.
- De baseplate - dit is de verbinding tussen de as en het board
- Kingpin en rubbers - dit is een (meestal verticale) pen die met harde of zachte rubbers de besturing regelt. Harde rubbers voor veel stabiliteit en weinig wendbaarheid (freestyle, downhill) of zachte voor minder stabiliteit en veel wendbaarheid (street, slalom).